# Palacio de Justicia del estado de São Paulo
El Palacio de Justicia es la sede del Tribunal de Justicia del estado de São Paulo, Brasil. Se ubica en el centro histórico de la ciudad entre la Praça da Sé, la Praça João Mendes Jr. y la Praça Clóvis Bevilácqua, cercano a la Catedral da Sé, al Palacio Anchieta (sede de la Cámara Municipal de São Paulo) y al Edificio Matarazzo (sede de la Alcaldía de São Paulo). En sus cercanías también se encuentran las sedes de la Orden de Abogados del Brasil y del Ministerio Público del Estado de São Paulo, así como la Facultad de Derecho de la Universidad de São Paulo. Su construcción se debió a la expansión del ámbito judicial paulista y del crecimiento demográfico que hicieron que el Tribunal de Justicia precise de una nueva sede adecuada para su función y ya no en los antiguos caserones de la zona central de la ciudad.
Con la Proclamación de la República en 1889, se mantuvo la estructura federativa del país atribuyéndose, en 1891, la competencia judicial a las antiguas provincias del Imperio, actuales estados. Con la creciente demanda consecuencia del crecimiento económico paulista durante las primeras décadas del siglo XX, se hizo necesaria la construcción de una sede que albergue al poder judicial paulista. En 1911 se contrató a la firma del famoso arquitecto Ramos de Azevedo quien, inspirándose en el Palacio de Justicia de Roma, ideó un proyecto que fue acogido por el Tribunal.
El edificio fue construido en estilo neoclásico con un sello barroco teniendo ,en consecuencia, acabados lujosos y bien ornamentados, La construcción del edificio en el lugar donde antes se ubicaba el cuartel de caballería  se inició en 1920 y fue concluido e inaugurado en 1933 trece años después, y reinaugurado en 1942, en homenaje al 388° aniverasario de la ciudad de São Paulo, siendo declarado patrimonio histórico por el CONDEPHAAT en 1981, por ser considerado um marco histórico com valor arquitetônico e cultural paulista.
Las obras sufrieron algunos percances siendo el mayor de todos los sufridos durante la Revuelta Paulista de 1924, agravado aún por el fallecimiento del arquitecto Ramos de Azevedo en 1928, que obligó al Tribunal a negociar un nuevo contrato en 1929 con los sucesores de su oficina -  Ricardo Severo y Arnaldo Dumont Vilares - a través de la Dirección de Obras Públicas del Estado, bajo la fiscalización del Dr. H. Forense, igualmente prorrogado el 26 de abril de 1931. Actualmente funcionan en el palacio las salas de juzgamiento de la segunda instancia paulista además de toda la estructura administrativa suprema del poder judicial paulista.